# Tháp và Khách sạn Quốc tế Trump
Trump International Hotel and Tower (Tháp và Khách sạn Quốc tế Trump), cũng có tên là Trump Tower Chicago (Tháp Trump Chicago) và Trump Tower (Tháp Trump), là một khách sạn cao cấp trong khu thương mại Chicago, Illinois, Hoa Kỳ. Tòa nhà được đặt theo tên của nhà kinh doanh và Tổng thống Hoa Kỳ Donald Trump được thiết kế bởi kiến trúc sư Adrian Smith của Skidmore, Owings and Merrill. Bovis Lend Lease đã xây dựng được cấu trúc 98 tầng, đạt đến độ cao 1.388 feet (423,2 m) bao gồm mái vòm của nó, mái nhà của nó có độ cao 1.171 feet (357 m). Nó nằm cạnh nhánh chính của sông Chicago, với tầm nhìn ra lối vào hồ Michigan ngoài một loạt các cây cầu trên sông. Tòa nhà đã nhận được sự công khai khi người chiến thắng trong mùa đầu tiên của chương trình truyền hình thực tế dành cho Người tập sự, Bill Rancic, đã chọn quản lý việc xây dựng tòa tháp để quản lý Sân Gôn Quốc gia mới Trump và khu nghỉ mát ở Los Angeles.
Trump đã thông báo vào năm 2001 rằng tòa nhà chọc trời sẽ trở thành tòa nhà cao nhất thế giới, nhưng sau vụ tấn công ngày 11 tháng 9 năm đó, ông đã thu gọn lại quy mô của tòa nhà, và thiết kế của nó đã trải qua nhiều lần sửa đổi. Khi đứng đầu trong năm 2009, nó đã trở thành tòa nhà cao thứ tư ở Mỹ. Nó đã vượt qua Trung tâm John Hancock của thành phố như tòa nhà có căn hộ cao nhất (căn hộ hoặc căn hộ) trên thế giới và giữ chức vụ này cho đến khi hoàn thành Burj Khalifa.
Thiết kế của tòa nhà bao gồm, từ mặt đất, không gian bán lẻ, nhà để xe, nhà nghỉ và nhà chung cư. Khách sạn 339 phòng mở cửa vào ngày 30 tháng 1 năm 2008 với các dịch vụ và chỗ ở hạn chế, sau đó là chỗ ở và dịch vụ đầy đủ vào ngày 28 tháng Tư. Nhà hàng trên tầng 16, Sixteen, khai trương vào đầu năm 2008 để xem xét thuận lợi. Tòa nhà được xây dựng vào cuối năm 2008 và xây dựng đã được hoàn thành vào năm 2009. Tính đến năm 2015, khách sạn nằm trong số ba khách sạn ở Chicago với xếp hạng 5 sao hàng đầu của tạp chí Forbes Travel Guide. Nó tổ chức một nhà hàng (tên là Sixteen) là một trong ba nhà hàng được xếp hạng năm sao của Forbes trong thành phố và một spa là một trong sáu ít nhất là một khách sạn bốn sao Forbes được xếp hạng tại khu vực Chicago vào năm 2015. Mười sáu Là một trong năm nhà hàng ở Chicago với ít nhất một đánh giá hai sao Michelin năm 2016.

## Vị trí

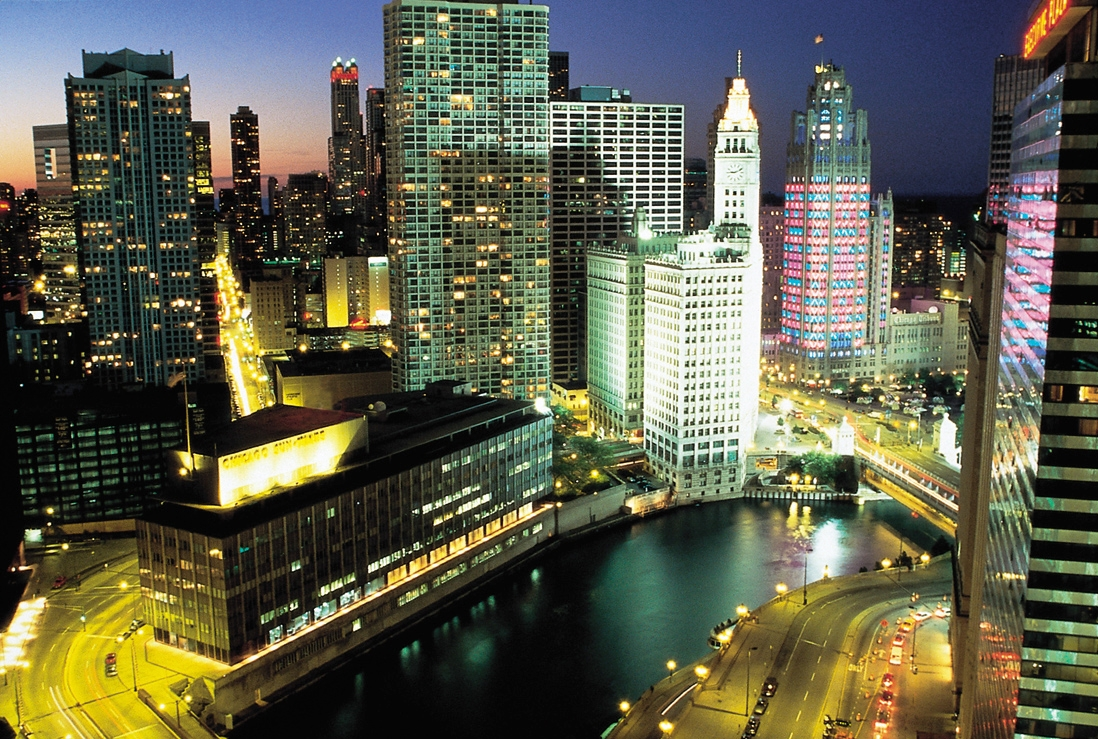
Vị trí của tháp đã bị chiếm bởi toà nhà Chicago Sun-Times cũ (tòa nhà thấp tầng bên trái). Alt = đường chân trời của thành phố vào ban đêm

Tháp nằm ở số 401 đại lộ North Wabash ở [River North Gallery District, Near North Side, Chicago | River North Gallery District], một phần của Near North Side khu vực cộng đồng của Chicago. Tòa nhà này chiếm vị trí Chicago Sun-Times, một trong hai tờ báo lớn của thành phố, và vị trí của nó nằm trong khu vực Sông Bắc đã đặt nó vào một khu phố có mật độ cao Phòng tranh nghệ thuật từ những năm 1980 Địa điểm này, ở chân phố Phố Rush, nằm về phía bắc của sông Chicago ở phía tây của tòa nhà Wrigley và cầu Michigan Avenue Và ở phía đông của Marina City và 330 North Wabash Tòa nhà gần với rất nhiều Chicago landmarks; Nó giáp với quận Michigan-Wacker, mà là một khu vực lịch sử được đăng ký